# Kislo zelje
Kíslo zélje je jed, ki nastane s fermentacijo zelja s pomočjo različnih mlečnokislinskih bakterij, med katerimi so najbolj pogoste Leuconostoc, Lactobacillus in Pediococcus. Fermentacija naravnih sladkorjev v listih zelja s pomočjo teh bakterij daje kislemu zelju značilen vonj in okus. Kislo zelje predstavlja pomemben vir vitaminov in mineralov v človekovi prehrani po celem svetu in je sestavina mnogih narodnih jedi. Zaradi visoke vsebnosti kislin je primerno tudi za dolgotrajnejše shranjevanje, zaradi česar je bilo v preteklosti kislo zelje pomemben del kmečke prehrane v zimskem času.
Kislo zelje je pomemben vir vitaminov C in K.